# Episodi di Blue Heelers - Poliziotti con il cuore (quarta stagione)
La quarta stagione della serie televisiva Blue Heelers - Poliziotti con il cuore è stata trasmessa in anteprima in Australia da Seven Network tra il 10 febbraio 1997 e il 25 novembre 1997.
| nº | Titolo originale               | Titolo italiano | Prima TV Australia | Prima TV Italia |
| -- | ------------------------------ | --------------- | ------------------ | --------------- |
| 1  | Mad Dogs and Englishmen        |                 | 10 febbraio 1997   |                 |
| 2  | Under Siege                    |                 | 10 febbraio 1997   |                 |
| 3  | Working Lunch                  |                 | 11 febbraio 1997   |                 |
| 4  | Immaculate Misconception       |                 | 18 febbraio 1997   |                 |
| 5  | Reports of Damage and Loss     |                 | 25 febbraio 1997   |                 |
| 6  | Fowl Play                      |                 | 4 marzo 1997       |                 |
| 7  | The Luck of the Irish          |                 | 11 marzo 1997      |                 |
| 8  | Bloodstained Angels            |                 | 18 marzo 1997      |                 |
| 9  | Charity Begins at Home         |                 | 8 aprile 1997      |                 |
| 10 | Fool for Love                  |                 | 15 aprile 1997     |                 |
| 11 | The Last Night                 |                 | 22 aprile 1997     |                 |
| 12 | Gold                           |                 | 29 aprile 1997     |                 |
| 13 | Fool's Gold (Part 2)           |                 | 6 maggio 1997      |                 |
| 14 | Grave Matters                  |                 | 13 maggio 1997     |                 |
| 15 | Loose Cannons                  |                 | 20 maggio 1997     |                 |
| 16 | Lean on Me                     |                 | 27 maggio 1997     |                 |
| 17 | Random Breath                  |                 | 3 giugno 1997      |                 |
| 18 | Close Encounters               |                 | 10 giugno 1997     |                 |
| 19 | Buckley's Chance               |                 | 17 giugno 1997     |                 |
| 20 | No Means No                    |                 | 24 giugno 1997     |                 |
| 21 | Poetic Justice                 |                 | 1º luglio 1997     |                 |
| 22 | Left in Trust                  |                 | 8 luglio 1997      |                 |
| 23 | Sick Puppy                     |                 | 15 luglio 1997     |                 |
| 24 | Sisterly Love                  |                 | 22 luglio 1997     |                 |
| 25 | Can't Take a Joke              |                 | 29 luglio 1997     |                 |
| 26 | Every Contact Leaves Its Trace |                 | 5 agosto 1997      |                 |
| 27 | Playing Games                  |                 | 12 agosto 1997     |                 |
| 28 | Counting Chickens              |                 | 19 agosto 1997     |                 |
| 29 | Drag Line                      |                 | 26 agosto 1997     |                 |
| 30 | Closing Ranks                  |                 | 2 settembre 1997   |                 |
| 31 | Off the Air                    |                 | 9 settembre 1997   |                 |
| 32 | The Scarecrow                  |                 | 16 settembre 1997  |                 |
| 33 | Safe as Houses                 |                 | 23 settembre 1997  |                 |
| 34 | Our Patch                      |                 | 30 settembre 1997  |                 |
| 35 | The All-Seeing Eye             |                 | 7 ottobre 1997     |                 |
| 36 | Playing Possum                 |                 | 14 ottobre 1997    |                 |
| 37 | Collateral Damage              |                 | 21 ottobre 1997    |                 |
| 38 | The Big Picture                |                 | 28 ottobre 1997    |                 |
| 39 | Settlement Postponed           |                 | 4 novembre 1997    |                 |
| 40 | Containing the Rage            |                 | 11 novembre 1997   |                 |
| 41 | The Civil Dead                 |                 | 18 novembre 1997   |                 |
| 42 | Possession                     |                 | 25 novembre 1997   |                 |